# Van Halen: Video Hits, Vol. 1
Van Halen: Video Hits, Vol. 1 è una raccolta di videoclip del gruppo musicale statunitense Van Halen, pubblicata nel 1996 dalla Warner Reprise Video, in concomitanza con l'uscita dell'album Best Of - Volume I. La versione DVD include le stesse tracce della VHS più il video di Without You (Van Halen III, 1998).

## Tracce
A destra sono indicati album di provenienza e data di pubblicazione.
1. Jump (David Lee Roth, Eddie van Halen, Alex van Halen, Michael Anthony) – 1984, 1984
2. Panama (Roth, E. van Halen, A. van Halen, Anthony) – 1984
3. Hot for Teacher (Roth, E. van Halen, A. van Halen, Anthony) – 1984
4. When It's Love (Sammy Hagar, E. van Halen, A. van Halen, Anthony) – OU812, 1988
5. Finish What Ya Started (Hagar, E. van Halen, A. van Halen, Anthony) – OU812
6. Poundcake (Hagar, E. van Halen, A. van Halen, Anthony) – For Unlawful Carnal Knowledge, 1991
7. Runaround (Hagar, E. van Halen, A. van Halen, Anthony) – For Unlawful Carnal Knowledge
8. Right Now (Hagar, E. van Halen, A. van Halen, Anthony) – For Unlawful Carnal Knowledge
9. Dreams (Hagar, E. van Halen, A. van Halen, Anthony) – Live: Right Here, Right Now, 1993
10. Don't Tell Me (What Love Can Do) (Hagar, E. van Halen, A. van Halen, Anthony) – Balance, 1995
11. Can't Stop Lovin' You (Hagar, E. van Halen, A. van Halen, Anthony) – Balance
12. Not Enough (Hagar, E. van Halen, A. van Halen, Anthony) – Balance
13. Humans Being (Hagar, E. van Halen, A. van Halen, Anthony) – Best Of - Volume I, 1996
14. Without You (Gary Cherone, E. van Halen, A. van Halen, Anthony) – Van Halen III, 1998

## Formazione
- David Lee Roth – voce (tracce 1-3)
- Sammy Hagar – voce (tracce 4-13)
- Gary Cherone – voce (traccia 14)
- Eddie van Halen – chitarra, tastiere, cori
- Michael Anthony – basso, cori
- Alex van Halen – batteria, percussioni